# Przełęcz w Ostrym
Przełęcz w Ostrym (słow. Prielom v Ostrom, niem. Spitzenturmscharte, węg. Hegyestoronycsorba, 2296 m n.p.m.) – wąska i ostro wcięta przełęcz znajdująca się w grani głównej słowackich Tatr Wysokich. Leży ona w masywie Ostrego Szczytu między jego głównym wierzchołkiem a Małym Ostrym Szczytem. Przełęcz w Ostrym jest dostępna jedynie dla taterników, nie prowadzą na nią żadne znakowane szlaki turystyczne.
Spod Przełęczy w Ostrym, w kierunku Doliny Zadniej Jaworowej (na północ), opada Żleb Koziczinskiego. Nazwą tego żlebu uhonorowany został Ludwig Koziczinski – jeden z pierwszych zdobywców siodła Przełęczy w Ostrym.

## Historia
Pierwsze wejścia turystyczne:
- Karol Englisch, Ludwig Koziczinski, Johann Hunsdorfer (senior) i Johann Hunsdorfer (junior), 25 lipca 1902 r. – letnie,
- Viktor Roland i István Zamkovszky, marzec 1928 r. – zimowe.